# Morebilus swarbrecki
Morebilus swarbrecki is een spinnensoort uit de familie Trochanteriidae. De soort komt voor in Victoria.